# Plac Norberta Barlickiego w Łodzi
Plac Norberta Barlickiego – plac o powierzchni 1,67 ha, położony w środkowej części Łodzi na osiedlu Stare Polesie, przy ulicach Małej, Żeromskiego i Zielonej.

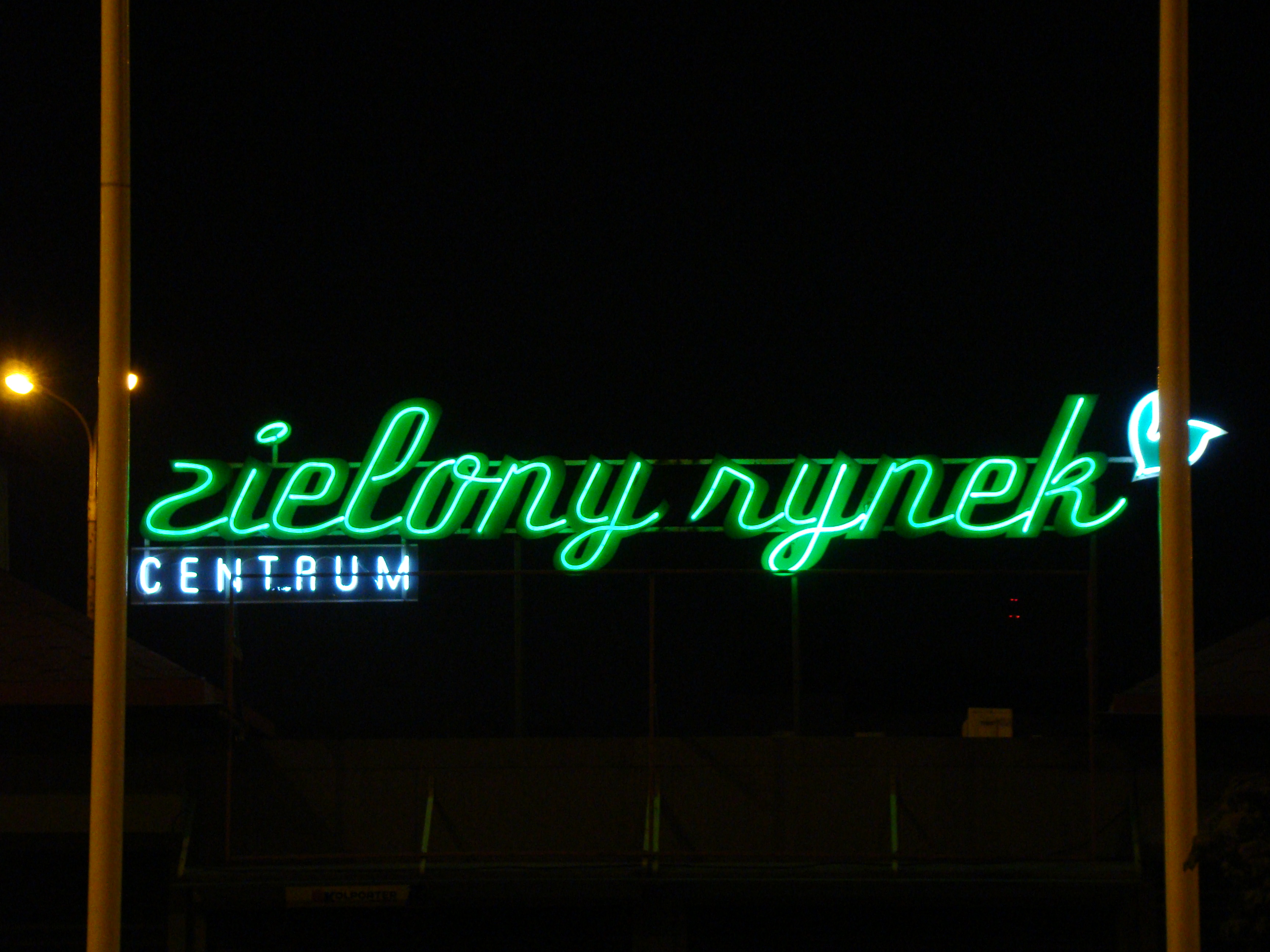
Neon „Zielony Rynek”

Plac powstał na terenie włączonej do Łodzi w latach 60. XIX wieku dzielnicy Wiązowej i był nazywany Wiązowym Rynkiem, a od 1873 Zielonym Rynkiem (w latach 1915–1918 i 1940–1945 Gruener Ring). W 1934 plac uzyskał imię Ignacego Boernera, które w 1945 zmieniono na Norberta Barlickiego.
Plac pełni funkcję miejskiego targowiska. Na placu Barlickiego siedzibę ma „Zielony Rynek” – targowisko składające się z trzech hal. Wokół placu znajdują się liczne sklepy i punkty usługowe (m.in. kwiaciarnie, apteki, salony fryzjerskie, bank i wiele innych).
Plac Barlickiego stanowi także ważny węzeł komunikacji miejskiej. Przebiegają tędy liczne linie autobusowe i tramwajowe.